# Эдвардс, Луис
Лу́ис Чарльз Э́двардс (англ. Louis Charles Edwards; 15 июня 1914 — 25 февраля 1980) — английский бизнесмен, бывший председателем футбольного клуба «Манчестер Юнайтед» с 1965 по 1980 годы.

## Биография
Луис Эдвардс родился в Солфорде в семье мясника Дугласа Эдвардса, владевшего сетью магазинов по продаже мяса. С 14-летнего возраста помогал отцу в семейном бизнесе. В 1943 году его отец умер, и Луис, вместе со своим братом, взял на себя руководство бизнесом, расширяя сеть магазинов по стране. К началу 1950-х годов он уже был знаменит и уважаем в родном Манчестере. 
Луис с ранних лет был болельщиком местного футбольного клуба «Манчестер Юнайтед». В начале 1950-х годов он познакомился с главным тренером клуба, Мэттом Басби, с которым они подружились. Эдвардс часто приходил посмотреть на игру «малышей Басби» в директорскую ложу стадиона «Олд Траффорд», где он любил вкусно поесть и выпить, за что получил в клубе прозвище «Луис Шампанский» (англ. Champagne Louis).
В начале 1958 года Мэтт Басби порекомендовал руководству клуба назначить Эдвардса новым директором клуба, но это предложение встретило сопротивление Джорджа Уиттакера, одного из директоров клуба. 1 февраля Уиттакер умер во сне. Футбольная команда отправилась в Белград на матч Кубка европейских чемпионов с «Црвеной Звездой». Эдвардс был приглашён на этот матч вместе с командой, но решил остаться в Манчестере для участия в похоронной церемонии Уиттакера. Другой кандидат на должность директора клуба, местный бизнесмен Вилли Сатинофф, полетел с командой в Белград. 6 февраля самолёт с футболистами и официальными лицами «Манчестер Юнайтед» потерпел крушение в Мюнхене. Вилли Сатинофф был в числе погибших.
Сразу после мюнхенской авиакатастрофы Эдвардс был назначен директором «Манчестер Юнайтед». Однако он хотел стать владельцем клуба. В конце 1950-х он владел лишь 17 акциями клуба из общего числа в 4132 акции. В начале 1960-х акции его компании, Louis Edwards and Son, были размещены на фондовой бирже, благодаря чему он получил много денег и начал скупать акции «Манчестер Юнайтед». К 1963 году он был крупнейшим акционером клуба. Однако два других крупных акционера клуба, Гарольд Хардман (председатель) и Алан Гибсон (директор), осознав намерения Эдвардса, наложили запрет на дальнейшую продажу акций любому из их тройки «для сохранения демократии» и предотвращения единоличного контроля над клубом. Эдвардса, тем не менее, это не остановило. С помощью своего брата, а также с помощью шурина по имени Дензил Харун (который в будущем станет директором «Манчестер Юнайтед»), он продолжил втайне скупать акции. В конце 1963 года даже Алан Гибсон продал часть своих акций Эдвардсу, который платил по 25 фунтов стерлингов за каждую из 500 акций. К началу 1964 года Луис Эдвардс владел 2223 акциями, что обеспечивало ему контрольный пакет и единоличный контроль над клубом. Вся схема по скупке акций стоила ему от 30 до 40 тысяч фунтов, что на тот момент было значительной суммой. В 1965 году Гарольд Хардман умер, и Луис Эдвардс был назначен председателем футбольного клуба «Манчестер Юнайтед». 
Эдвардс стал председателем клуба в период расцвета его славы и могущества: в 1965 и 1967 годах клуб стал чемпионом Англии, а в 1968 году стал первым английским клубом, выигравшим Кубок европейских чемпионов. Однако после 1968 года дела пошли не столь удачно, особенно в бизнесе. В 1970-е годы Эдвардс начал нести убытки, что сказалось на финансовых возможностях футбольного клуба. Кроме того, он применял сложную схему расчёта дивидендов для акционеров, которая потенциально могла привести к утечке денег из клуба. Против этого выступили многие болельщики клуба, а также Мэтт Басби и Лес Олайв.
Телекомпания Granada Television провела расследование, которое в январе 1980 года показали по каналу ITV в программе World in Action. Расследование было посвящено бизнес-деятельности Луиса Эдвардса. Среди выводов расследования были обвинения в подкупе Эдвардсом руководителей школ в Манчестере с целью заключения контрактов с его компанией на поставку мяса. Также компания Эдвардса была обвинена в поставках конфискованного мяса, непригодного для употребления в школьных столовых. Через четыре недели после выхода этой телепрограммы в эфир Луис Эдвардс умер от обширного инфаркта миокарда.
После смерти Луиса Эдвардса председателем совета директоров клуба стал его сын, Мартин, с 1970 года работавший в клубе в качестве одного из директоров.